# Thánh Đức vương
Thánh Đức Vương (trị vì 702–737) là quốc vương thứ 33 của vương quốc Tân La. Ông là vương tử thứ hai của Thần Văn Vương, và là đệ của Hiếu Chiêu Vương. Năm 704, Thánh Đức Vương kết hôn với Bùi Chiêu (Baeso) phu nhân (về sau trở thành Thành Trinh (Seongjeong) vương hậu), con gái của Kim Nguyên Thái (Gim Wontae).
Trong giao tiếp ngoại giao giữa Tân La và Đại Chấn, Thánh Đức Vương đã cố gắng phong cho Chấn vương Đại Tộ Vinh với danh hiệu tương đương với quan chức hạng năm ở Tân La là "Đại A Chấn (Dae Achan)" vào năm 710. Chấn vương Đại Tộ Vinh và người Đại Chấn không biết hệ thống cấp bậc được sử dụng ở Tân La nên họ đã chấp nhận danh hiệu này. Sau một thời gian, Chấn vương Đại Tộ Vinh nhận ra ý nghĩa của danh hiệu và tìm cách thay đổi địa vị quốc tế quốc gia mình. Năm 712, Chấn vương Đại Tộ Vinh đổi lại quốc hiệu từ Đại Chấn (Daejin) sang Bột Hải (Balhae), xưng là Bột Hải vương, sử sách gọi là Cao Vương.
Năm 715, con trai ông là Trọng Thành (Junggyeong 重慶), được phong làm thái tử. Ngay sau đó, vì lý do chưa rõ ràng song đã nhanh chóng có một cuộc tranh giành quyền lực trong triều đình giữa quốc vương là gia tộc của vương hậu, Vương hậu Thành Trinh bị đuổi khỏi cung vào năm 716. Thêm bằng chứng cho một cuộc tranh giành quyền lực có thể đã xảy ra là vào năm sau, thái tử Trọng Thành đã chết trong hoàn cảnh không rõ nguyên nhân. Sau khi chấm dứt với vị vương hậu đầu tiên, Thánh Đức Vương đã kết hôn với Chiếu Đức (Sodeok) năm 720, con gái của y xan Kim Thuận Nguyên (Gim Sun-won). Kim Thừa Khánh và Kim Hiến Anh đều là con trai của Thánh Đức Vương và Chiếu Đức vương hậu.
Mặc dù sự tranh giành quyền lực giữa triều đình vương thất và giới quý tộc vẫn tiếp tục diễn ra, thời kỳ trị vì của Thánh Đức Vương được hầu hết các học giả Triều Tiên nhìn nhận là đỉnh cao của thời kỳ Tân La Thống nhất. Quan hệ giữa Tân La và nhà Đường đạt mức độ hợp tác chưa từng có. Điều này diễn ra sau những năm đối đầu và cạnh tranh quyền bá chủ tại Triều Tiên, nhà Đường đã nhận thấy rằng Tân La nên trở thành một đồng minh ở bên cạnh thay vì là đối thủ, trong một thời kỳ mà nhà Đường phải đối mặt với các thách thức liên tục đối với quyền lực của mình tại vùng viễn tây và trên các thảo nguyên phương Bắc – như Thổ Phồn, Mạt Hạt, quân Hồi giáo nổi lên ở Trung Á, cũng như vương quốc Bột Hải, đất nước xuất hiện vào cuối thế kỷ 7 với vị thế là quốc gia kế thừa của Cao Câu Ly.
Thánh Đức Vương quan tâm đến sự nổi lên của Bột Hải. Năm 721 Thánh Đức đã cho xây một bức trường thành tại biên giới phía bắc của Tân La. Chứng tích của bức tường vẫn có thể tiếp cận tại tỉnh Hamgyong Nam ngày nay. Do sự quấy nhiễu của hải tặc Nhật Bản ở vùng ven biển phía nam, năm sau (và rất có thể với những nô bộc tương tự) Thánh Đức Vương cũng cho xây một thành lớn gần kinh đô Gyeongju và có chu vi lên đến 10 km. Theo Tam quốc di sự (Samguk Yusa), một bộ sử Triều Tiên vào thế kỷ 13 thuật về lịch sử và truyền thuyết thì việc xây thành cần đến 40.000 nam, và điều này cũng là một điều chứng nhận cho nền quân chủ tập trung bấy giờ.
Trong thời kỳ trị vì của Thánh Đức Vương, triều đình vẫn tiếp tục các nỗ lực cải cách hệ thống đất đai tại Tân La vào năm 722. Việc giải tán các "đinh điền" (jeongjeon 丁田) được đề cập là diễn ra lần đầu dưới thời Thần Văn Vương. Bản chất của việc này vẫn còn tranh luận do không có các chứng cứ cong lại. Tuy nhiên, dựa trên tên gọi, có vẻ như đất đai có thể được phân cho các bình dân, không rõ có được sở hữu hoàn toàn hay không. Trong bất cứ trường hợp nào thì việc này thể hiện nỗ lực của triều đình nhằm củng cố quyền lực của mình bằng cách mối quan hệ với nông dân đang bị tầng lớp quý tộc nắm giữ đất đai.
Để tránh sự cô lập quốc tế, vua Bột Hải Vũ Vương của vương quốc Bột Hải bắt đầu cử sứ thần sang Nhật Bản (đời Thiên hoàng Shōmu) từ năm 727. Đoàn sứ giả Bột Hải gồm 24 người, bao gồm các tướng lĩnh cấp cao như
Ko In-ui và Ko Ched-ok. Bột Hải Vũ Vương nhờ đoàn sứ giả Bột Hải gửi 300 bộ lông chồn đến Nhật Bản vừa để thể hiện sự thiện chí vừa là mong muốn thúc đẩy quan hệ hữu nghị giữa Bột Hải với Nhật Bản. Khi đó có một học sinh được cử từ Tân La đến Nhật Bản để đào tạo phiên dịch tiếng Nhật đã hỗ trợ một phái viên ngoại giao từ vương quốc Bột Hải giao tiếp với toàn thể triều đình Nhật Bản. Sứ giả Bột Hải đã tuyên bố với triều đình Nhật Bản rằng Bột Hải đã "thu hồi vùng đất Cao Câu Ly (Goguryeo) đã mất và kế thừa những truyền thống cũ của Phù Dư (Buyeo)". Nhật Bản, vốn đã có mối quan hệ căng thẳng với Tân La đã hoan nghênh vương quốc với vị thế của một Cao Câu Ly (Goguryeo) và Phù Dư (Buyeo) hồi sinh. Do gặp phải khó khăn với một vương quốc Bột Hải ngày càng đối đầu, thậm chí vua Bột Hải Vũ Vương của vương quốc Bột Hải từng tấn công nhà Đường bằng đường bộ vào năm 727 và năm 728, Thánh Đức Vương vẫn ổn định nội trị của Tân La.
Bột Hải Vũ Vương phái Trương Văn Hưu (장문휴, 張文休) dẫn hải quân Bột Hải đi tấn công Đăng Châu (nay là Yên Đài) thuộc bán đảo Sơn Đông nhà Đường vào năm 732. Hải quân Bột Hải của Trương Văn Hưu đã giết chết quan thái thú nhà Đường ở bán đảo Sơn Đông là Vĩ Tuấn (偉俊), chiếm đóng Đăng Châu và tiếp tục đi đánh chiếm các thành trì nhà Đường khác ở Sơn Đông, bắt rất nhiều thủy thủ và thường dân nhà Đường giải về Bột Hải.. Đăng Châu là trung tâm của các tuyến thương mại hàng hải ở Đông Á, và là địa điểm mà cả sứ thần Tân La và vương quốc Bột Hải đã ở lại khi đến triều cống cho Hoàng đế nhà Đường. Kết quả là, cuộc tấn công của hải quân Bột Hải vào Đăng Châu không chỉ đơn thuần được thúc đẩy bởi sự trả đũa địa chính trị chống lại nhà Đường mà còn xuất phát từ mong muốn khẳng định sức mạnh hàng hải mới hình thành của mình cũng như ngăn cản Hắc Thủy Mạt Hạt thiết lập quan hệ thương mại với nhà Đường, vốn đã bị suy yếu. Bột Hải thống trị các tuyến đường thương mại phía bắc. Cuộc tấn công thành công của hải quân Bột Hải vào Đăng Châu cũng thể hiện sức mạnh hàng hải đáng kinh ngạc của một quốc gia ba mươi bốn năm tuổi, nơi có các tàu hải quân quân sự có thể vượt biển cũng như các tàu buôn có thể thực hiện các hoạt động thương mại. Lúc đầu vua Đường Huyền Tông cho rằng quân Bột Hải của Trương Văn Hưu chỉ là đám hải tặc hoành hành ở bờ biển Sơn Đông, đến khi thái thú Vĩ Tuấn bị giết hại, vua Đường Huyền Tông mới nhận thấy đây là hành động gây chiến tranh với nhà Đường của vương quốc Bột Hải. Một thời gian ngắn sau, Trương Văn Hưu cho rút quân chiến thuật ra khỏỉ thành Đăng Châu nhưng quân Bột Hải của Trương Văn Hưu vẫn còn chiếm đóng nhiều thành trì thuộc Sơn Đông nhà Đường. Để đối phó với các cuộc tấn công, nhà Đường đã ra lệnh cho Kim Chungsin, cháu trai của Thánh Đức Vương và là cận thần trong triều đình nhà Đường, quay trở lại Tân La và tổ chức một cuộc tấn công vào vương quốc Bột Hải. Kim Chungsin bào chữa cho yêu cầu này bằng cách yêu cầu ở lại nhà Đường với tư cách là cận vệ của hoàng đế Đường Huyền Tông. Thay thế vị trí của Kim Chungsin, nhà Đường cử Kim Saran, một nhà ngoại giao cấp thấp của Tân La, và một hoạn quan của nhà Đường. Đại Môn Nghệ cũng được vua Đường Huyền Tông triệu hồi từ Trung Á về để tuyển binh ở U Châu nhà Đường. Bột Hải Vũ Vương thân chinh dẫn bộ binh Bột Hải tiến đến Mã Đô Sơn (馬都山) tại Du Quan của nhà Đường và tiến hành đánh chiếm nhiều quận huyện của nhà Đường gần đó. Bột Hải Vũ Vương cho quân đi cướp phá thị trấn Matoushan (phía tây bắc Sơn Hải quan ngày nay), và giết chết 10.000 binh lính nhà Đường. Quân Bột Hải còn đột kích và cướp bóc biên giới nhà Đường dọc theo Liêu Hà và bờ biển của Tiểu Cao Câu Ly ở bán đảo Liêu Đông cũng bị quân Bột Hải đột kích. Cùng năm 732, tướng Đường là Cát Phúc Thuận đánh bại quân Bột Hải một trận lớn ở Sơn Đông khiến hải quân Bột Hải của Trương Văn Hưu phải rút khỏi Sơn Đông theo đường biển về nước.
Năm 733, hoàng đế Đường Huyền Tông phong cho Thánh Đức Vương làm Ninh Hải quân sứ (Ninghai junshi 寧海軍使) với lệnh trừng phạt vương quốc Bột Hải. Sau đó, vua Đường Huyền Tông lệnh cho Đại Môn Nghệ (大門藝, Dae Mun-ye) dẫn quân Đường tấn công vương quốc Bột Hải cùng với các lực lượng của nước Tân La, song đã không thành công. Liên quân Đường - Tân La gặp tuyết lớn chặn mọi con đường. Bão tuyết đã giết chết một nửa trong số 100.000 quân Đường - Tân La nên buộc bọn họ phải lui quân. Bột Hải Vũ Vương chớp thời cơ xua quân đánh tan liên quân Đường - Tân La. Đại Môn Nghệ theo quân Đường rút về nhà Đường. Bột Hải Vũ Vương tiếp tục cố giết em trai Đại Môn Nghệ của mình. Ông ta cử một thích khách đến Lạc Dương nhà Đường để ám sát Đại Môn Nghệ. Đại Môn Nghệ bị tấn công vào ban ngày gần cầu Tianjin bên ngoài hoàng cung Lạc Dương nhưng không hề hấn gì.
Năm 734, Thánh Đức Vương phái quân Tân La tấn công vương quốc Bột Hải của Bột Hải Vũ Vương nhưng bị Bột Hải Vũ Vương đánh bại. Sau đó Bột Hải Vũ Vương liên tục tấn công Tân La của vua Thánh Đức Vương từ năm 734 đến năm 735, đánh cho nước Tân La tan tác.
Trong nỗ lực kiềm chế tham vọng của vương quốc Bột Hải, nhà Đường (đời vua Đường Huyền Tông) đã chấp nhận yêu cầu của Tân La là bố trí quân đội Tân La ở Hwanghae và sông Đại Đồng trong năm Nhân An thứ 17 (năm 735). Điều đó chứng tỏ rằng nhà Đường đã chính thức trao cho Tân La vùng lãnh thổ phía nam sông Đại Đồng, vùng đất được nhà Đường quản lý ít nhất là từ thế kỷ 7 trong các chiến dịch của họ với Tân La nhằm đánh bại Cao Câu Ly. Một biểu hiện cải thiện quan hệ giữa Tân La với nhà Đường.
Bối cảnh bất lợi về chiến lược bắt đầu chuyển sang vương quốc Bột Hải vào năm 734 – 735, khi thủ lĩnh người Khiết Đan là Khả hãn Khuất Liệt, Khả hãn Lý Qua Chiết và Khả Đột Vu và đồng minh Hãn quốc Hậu Đột Quyết (các đời Bì Gia Khả hãn A Sử Na Mặc Cức Liên, Y Nhiên Khả hãn A Sử Na Y Nhiên) của Khả Đột Vu bị quân đội nhà Đường (đời vua Đường Huyền Tông) đánh bại. Ngoài ra, một lực lượng gồm 5.000 kỵ binh Khố Mạc Hề (Kumo Xi) đã đầu hàng nhà Đường. Sự thất bại của người Khiết Đan và người Đột Quyết trước nhà Đường, và sự phục tùng của Khố Mạc Hề với nhà Đường đã loại bỏ vùng đệm đã hình thành giữa vương quốc Bột Hải và nhà Đường. Cảm nhận được sự thay đổi trong diễn biến chiến lược, Bột Hải Vũ Vương quyết định cầu hòa với nhà Đường. Hai nước Bột Hải và nhà Đường đã ký hòa ước, với điều kiện Bột Hải phải cống nạp cho nhà Đường.
Thời kỳ trị vị của Thánh Đức là một giai đoạn tương đối thịnh vượng và hòa bình. Như một học giả Hàn Quốc đã nhận xét, trong thời ông trị vì "...quyền thế tối cao của ngai vàng cuối cùng đã được bảo đảm, và với việc này vương quốc cuối cùng có thể tận hưởng sự thanh bình ở trong nước một cách bất thường.".
Về ngày mất của Thánh Đức Vương, sử sách Trung Hoa đương thời ghi rằng đó là tháng thứ hai của năm 737, một sứ thần nhà Đường (đời vua Đường Huyền Tông) để sắc phong cho người kế vị Thánh Đức là Kim Thừa Khánh (tức là vua Tân La Hiếu Thành Vương) làm quốc vương Tân La, và được xác nhận rằng Thánh Đức Vương thực tế mất năm 736.